# Gran Premio Industria e Commercio di Prato 2007
Il Gran Premio Industria e Commercio di Prato 2007, sessantaduesima edizione della corsa e valida come evento dell'UCI Europe Tour 2007, si svolse il 23 settembre 2007, per un percorso totale di 180,6 km. Fu vinto dall'italiano Filippo Pozzato che giunse al traguardo con il tempo di 4h08'02" alla media di 43,688 km/h.
Partenza con 151 ciclisti, dei quali 64 portarono a termine il percorso.

## Ordine d'arrivo (Top 10)
| Pos. | Corridore            | Squadra       | Tempo    |
| ---- | -------------------- | ------------- | -------- |
| 1    | Filippo Pozzato      | Liquigas      | 4h08'02" |
| 2    | Murilo Fischer       | Liquigas      | s.t.     |
| 3    | Alessandro Bertolini | Diquigiovanni | s.t.     |
| 4    | Carlo Scognamiglio   | Team Milram   | s.t.     |
| 5    | Mychajlo Chalilov    | Cer. Flaminia | s.t.     |
| 6    | Marco Marcato        | LPR           | s.t.     |
| 7    | Moisés Aldape        | Panaria       | s.t.     |
| 8    | Vincenzo Nibali      | Liquigas      | s.t.     |
| 9    | Pasquale Muto        | Miche         | s.t.     |
| 10   | Manuele Spadi        | Cer. Flaminia | s.t.     |